# ChemMedChem
ChemMedChem (abreviado como ChemMedChem)  es una revista científica revisada por pares que publica artículos sobre química. La revista pertenece a la 'Editorial Union of Chemical Societies (ChemPubSoc Europe), una organización que agrupa a 14 sociedades europeas de química pertenecientes a diversos países. Se la puede considerar sucesora de la revista italiana Il Farmaco.
De acuerdo con el Journal Citation Reports, el factor de impacto de esta revista era 2,968 en 2014. La redactora jefe de la publicación es Natalia Ortúzar (Universidad de Kansas en Lawrence).
ChemMedChem es una revista hermana de Angewandte Chemie, ChemBioChem, y ChemPhysChem.

## Objetivos y temas
Su misión es integrar todos los campos de investigación en química de los medicamentos, química farmacéutica y aquellos otros temas en la frontera de la química, la biología y la medicina.
Entre otros temas, la revista publica contribuciones sobre diseño, descubrimiento y desarrollo de fármacos, modelado molecular mediante la química combinatoria, validación de objetivos y estudios ADME, estudios de actividad biológica, combinatoria
técnicas de modelado molecular, síntesis de
compuestos biológicamente activos, metabolismo de los fármacos, reconocimiento molecular
de los receptores, interacción de ligandos y receptores, aplicaciones de la cristalografía de rayos X y RMN, etc.

## Métricas de revista
2022
- Web of Science Group : 3,466
- Índice h de Google Scholar: 106
- Scopus: 3.612